# Jan Ludwik Stępkowski
Jan Ludwik Stępkowski herbu Suchekomnaty (ur. 1 listopada 1610, zm. 3 maja 1664) – duchowny rzymskokatolicki.
W latach 1651–1658 koadiutor diecezji kamienieckiej, w 1651 roku mianowany a w  1653 roku ordynowany biskupem tytularnym Heliopolis in Augustamnica . W 1658 roku po śmierci biskupa Działyńskiego przejął funkcję ordynariusza diecezji.